# 被诅咒的士兵

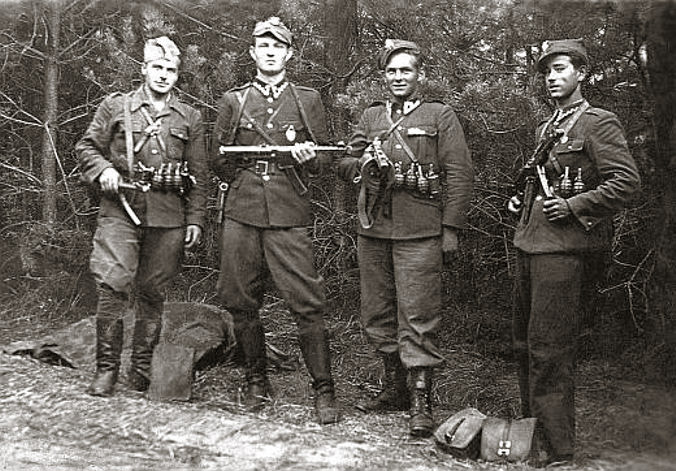
1947年的抵抗軍戰士

被詛咒的士兵，也稱為注定毀滅的士兵、該死的士兵（波蘭語：żołnierze wyklęci）或不屈不撓的士兵（波蘭語：żołnierzeniezłomni）是這個術語適用於波蘭地下國成員在二戰後期及其後果中形成的各種反蘇和反共的波蘭抵抗運動。1990年代初引入了這個涵蓋廣泛的異質運動的包羅萬象的術語。
秘密組織繼續與波蘭共產主義政權進行武裝鬥爭直至1950年代。游擊戰包括對政權的監獄和國家安全辦公室、政治犯拘留設施以及在全國各地設立的集中營發動的一系列軍事襲擊。大多數波蘭反共組織在1950年代後期不復存在，因為它們被公安部和蘇聯內務人民委員部的特工追捕。最後一位已知的“被詛咒的士兵”约瑟夫·佛兰泽克（Józef Franczak）於1963年在一次伏擊中喪生。
在斯大林主義時期的波蘭開展活動的最著名的反共抵抗組織包括自由與獨立協會（Wolnośći Niezwisłość，WIN）、民族武裝部隊（Narodowe Siły Zbrojne, NSZ)、民族軍事聯盟(Narodowe Zjednoczenie Wojskowe, NZW)、波蘭地下軍（Konspiracyjne Wojsko Polskie，KWP）、家鄉抵抗軍（Ruch Oporu Armii Krajowej，ROAK）、公民家鄉軍（Armia Krajowa Obywatelska，AKO）等。同時期波蘭的鄰國也發生了類似的反共叛亂。